# 벽송사
벽송사(碧松寺)는 경상남도 함양군 마천면에 있는 대한불교조계종 사찰이다.

## 역사
조계종 제12교구 본사 해인사의 말사이다. 지리산 북쪽의 칠선계곡 근처에 있다. 벽송사 소속 암자였다가 사찰로 승격한 서암정사는 바위 더미 위에 지어진 절로 벽송사와는 가까운 거리에 있다.
창건 연대는 정확히 알 수 없으나, 옛 터에 남아 있는 삼층석탑의 양식으로 미루어 신라 말기나 고려 초기로 추정되기도 한다. 조선 중종 15년인 1520년에 벽송대사로 불리던 장군 출신의 승려 송지엄이 중창한 뒤 벽송사라고 불렀다.
한국 전쟁 때 지리산이 조선인민유격대의 근거지로 사용되면서 벽송사는 야전병원으로 이용되었다. 벽송사 건물은 이때 불에 타 소실되었고 본래 벽송사 자리보다 약간 아랫쪽에 새로 지은 건물이 남아 있다.

## 문화재와 전설
중앙에 법당인 보광전을 중심으로 좌우에 건물 한 채씩, 앞쪽에는 일주문과 종루가 있고 뒤쪽에 산신각이 있다. 대한민국의 보물 제474호로 지정된 삼층석탑과 나무장승 2기가 남아 있다. 경상남도 민속자료로 지정된 벽송사의 나무장승은 표정이 풍부하여 민중미학의 본질을 보여주는 빼어난 조각인 것으로 평가된다. 참나무로 만들어진 약 2미터 높이의 남녀 장승으로 각각 금호장군과 호법대장군이라는 음각이 새겨져 있다.
벽송사는 신재효의 판소리 가루지기타령에서 무대가 되는 장소로 추정되는 곳이기도 하다. 가루지기타령에서는 옹녀와 변강쇠가 눈이 맞아 지리산으로 들어가 함께 살게 된다. 변강쇠가 나무를 하는 대신 장승을 뽑아 불을 때자 장승의 원혼이 억울함을 호소하고, 장승 우두머리는 통문을 돌려 팔도의 장승을 모두 불러모아 변강쇠를 혼내준다는 줄거리이다.

## 같이 보기
- 지리산
- 가루지기타령
- 함양 벽송사 삼층석탑 - 보물 제474호

## 참고자료
- 임윤수 (2007년 1월 28일). “산천은 의구한데 전각들은 바뀌었구나 - 백팔조사행화도량 벽송사(2)”. 오마이뉴스. 2008년 6월 16일에 확인함.